# Témoin muet (téléfilm)
Pour les articles homonymes, voir Témoin muet.
Témoin muet (Dumb Witness) est un téléfilm britannique de la série télévisée Hercule Poirot, réalisé par Edward Bennett, sur un scénario de Douglas Watkinson, d'après le roman Témoin muet, d'Agatha Christie.
Ce téléfilm, qui constitue le 45e épisode de la série, a été diffusé pour la première fois le 16 mars 1997 sur le réseau d'ITV.

## Synopsis
Poirot et Hastings sont invités à Windermere pour assister à un record à une tentative de vitesse sur eau de Charles Arundell organisé sur le lac Windermere. Lors de leur séjour, Miss Arundell, la tante de Charles, échappe à la mort, lors d'une chute dans les escaliers apparemment causée par la balle de son chien Bob, un fox-terrier. Elle ne croit pas à l'accident et confie à Poirot craindre pour sa vie. Le détective lui conseille de changer son testament et de le faire savoir. Mais cela n’empêche pas que, quelques jours plus tard, elle meurt d'une crise cardiaque. Wilhelmina Lawson devient la seule héritière, au grand dam de Charles et de sa sœur Theresa. Deux sœurs médiums, Isabel et Julia Tripp, offrent leur aide à Poirot dans son enquête, mais celui-ci leur préfère un témoin muet : le chien Bob.

## Différences avec le roman original
Le téléfilm n'évoque pas la mort suspecte de Bella Tanios (elle reste vivante jusqu'aux révélations finales), et évoque le meurtre par une asphyxie au gaz du Dr John Grainger, qui suspectait Jacob Tanios de l'empoisonnement d'Emily Arundell.

## Fiche technique
- Titre français : Témoin muet
- Titre original : Dumb Witness
- Réalisation : Edward Bennett
- Scénario : Douglas Watkinson, d'après le roman Témoin muet (Dumb Witness) (1937) d'Agatha Christie
- Direction artistique : Peter Wenham
- Décors : Rob Harris
- Costumes : Andrea Galer
- Photographie : Simon Kossoff
- Montage : Andrew McClelland
- Musique originale : Christopher Gunning
- Casting : Julia Gale et Anne Henderson
- Production : Brian Eastman
  - Production associée : Christopher Hall
  - Production exécutive : Sarah Wilson
- Sociétés de production : Carnival Films, London Weekend Television
- Durée : 100 minutes
- Pays d'origine :  Royaume-Uni
- Langue originale : Anglais
- Genre : Policier
- Ordre dans la série : 45e - (4e épisode de la saison 6)
- Première diffusion :
  -  Royaume-Uni : 16 mars 1997

## Distribution
- David Suchet (VF : Roger Carel) : Hercule Poirot
- Hugh Fraser (VF : Jean Roche) : Capitaine Arthur Hastings
- Ann Morrish : Miss Emily Arundell
- Patrick Ryecart : Charles Arundell
- Kate Buffery : Theresa Arundell
- Paul Herzberg : Jacob Tanios
- Julia St. John : Bella Tanios
- Norma West : Wilhelmina Lawson
- Jonathan Newth : Dr Grainger
- Pauline Jameson : Isabel Tripp
- Muriel Pavlow (VF : Lily Baron) : Julia Tripp
- Pat O'Toole : Sarah
- Geoffrey Freshwater : le sergent Keeley
- Jestyn Phillips : l'intendant du club
- Tobias Saunders : Alexis
- Layla Harrison : Katya
- Stephen Tomlin : le pasteur
- Tim Williams : un américain
- Sarah Stephenson : Mrs Finch
- Geoffrey Banks : Starter
- Snubby : Bob (le chien)